# Epirama conspergata
Epirama conspergata är en insektsart som beskrevs av Melichar 1903. Epirama conspergata ingår i släktet Epirama och familjen vedstritar.
Artens utbredningsområde är Sri Lanka. Inga underarter finns listade i Catalogue of Life.